# Jean-Marie-Rodrigue Villeneuve
Jean-Marie-Rodrigue Villeneuve (Montréal, 2 novembre 1883 – Alhambra, 17 gennaio 1947) è stato un cardinale e arcivescovo cattolico canadese.

## Biografia
Nacque a Montréal, da famiglia di modesta condizione. Il padre era calzolaio. Studiò inizialmente presso la scuola della sua parrocchia (la parrocchia del sacro Cuore di Montréal), successivamente ottenne un diploma in scienze e commercio e insegnò per qualche tempo in una scuola di Dorval. Nel 1901 fece il suo ingresso nei Missionari oblati di Maria Immacolata; due anni più tardi emise i voti perpetui. Proseguì gli studi all'interno del suo ordine ad Ottawa, frequentando il seminario. Ordinato sacerdote il 25 maggio 1907, rimase in seminario come docente di filosofia e poi di teologia morale.
Nel 1919 conseguì il dottorato in filosofia all'università di Ottawa, nel 1922 e nel 1930 ottenne presso la stessa università i dottorati in teologia e in diritto canonico. Dal 1920 al 1930 fu superiore dello scolasticato di Ottawa del suo ordine in cui insegnò oltre a filosofia e teologia morale anche storia della Chiesa, liturgia, spiritualità e diritto canonico. Nel 1928 fondò la Scuola Superiore di Studi Ecclesiastici, dal 1929 fu preside della facoltà di diritto canonico dell'università e fondò la scuola superiore di diritto canonico.
Accanto all'intensa vita accademica, si interessò di questioni sociali e fu membro del sindacato cattolico. Difese i diritti delle minoranze linguistiche e promosse il bilinguismo nelle scuole, pubblicando i suoi interventi sul giornale Le Droit. Il 3 luglio 1930 fu nominato vescovo di Gravelbourg e fu consacrato vescovo l'11 settembre dello stesso nella cattedrale di Ottawa per le mani dell'arcivescovo Joseph-Guillaume-Laurent Forbes. L'11 dicembre 1931 fu promosso arcivescovo di Québec e primate del Canada.
Papa Pio XI lo elevò al rango di cardinale nel concistoro del 13 marzo 1933. Il 16 marzo dello stesso anno ricevette il titolo di Santa Maria degli Angeli. Partecipò al conclave del 1939, che elesse papa Pio XII. Nell'autunno del 1944 visitò le truppe canadesi di stanza in Gran Bretagna, Italia, Belgio e Paesi Bassi. Morì il 17 gennaio 1947 all'età di 63 anni e fu sepolto nella cattedrale di Québec.

## Genealogia episcopale e successione apostolica
La genealogia episcopale è:
- Cardinale Scipione Rebiba
- Cardinale Giulio Antonio Santori
- Cardinale Girolamo Bernerio, O.P.
- Arcivescovo Galeazzo Sanvitale
- Cardinale Ludovico Ludovisi
- Cardinale Luigi Caetani
- Cardinale Ulderico Carpegna
- Cardinale Paluzzo Paluzzi Altieri degli Albertoni
- Papa Benedetto XIII
- Papa Benedetto XIV
- Cardinale Enrico Enriquez
- Arcivescovo Manuel Quintano Bonifaz
- Cardinale Buenaventura Córdoba Espinosa de la Cerda
- Cardinale Giuseppe Maria Doria Pamphilj
- Papa Pio VIII
- Papa Pio IX
- Arcivescovo Armand-François-Marie de Charbonnel, O.F.M.Cap.
- Arcivescovo John Joseph Lynch, C.M.
- Cardinale Elzéar-Alexandre Taschereau
- Cardinale Louis Nazaire Bégin
- Arcivescovo Paul Bruchési
- Arcivescovo Joseph-Guillaume-Laurent Forbes
- Cardinale Jean-Marie-Rodrigue Villeneuve, O.M.I.

La successione apostolica è:
- Vescovo Joseph Bonhomme, O.M.I. (1933)
- Vescovo François-Xavier Lacoursière, M.Afr. (1934)
- Vescovo Jean-Louis-Antoine-Joseph Coudert, O.M.I. (1936)
- Arcivescovo Philippe Sérvule Desranleau (1938)
- Vescovo Ubald Langlois, O.M.I. (1938)
- Vescovo Napoléon-Alexandre Labrie, C.I.M. (1938)
- Vescovo Albini Lafortune (1938)
- Vescovo Henri Belleau, O.M.I. (1940)
- Arcivescovo Georges-Arthur Melançon (1940)
- Vescovo Jean Louis Joseph Collignon, O.M.I. (1942)
- Vescovo Georges Léon Pelletier (1943)
- Arcivescovo Henri Routhier, O.M.I. (1945)
- Arcivescovo Anthony Jordan, O.M.I. (1945)
- Vescovo Maturino Blanchet, O.M.I. (1946)
- Cardinale Maurice Roy (1946)